# Albert Durand (football)
Pour les articles homonymes, voir Albert Durand.
Albert Durand est un footballeur français né le 5 janvier 1937 à Marseille et mort le 26 novembre 2006 dans la même ville. Il était milieu de terrain. Il est le fils du footballeur Raymond Durand.

## Biographie
Albert Durand joue principalement en faveur de l'Olympique de Marseille et du SO Montpellier.
Au total, il dispute 30 matchs en Division 1 et 213 matchs en Division 2.